# That is Where I'll Go
That is Where I'll Go är en balladlåt skriven av Christian Antblad, framförd av Sibel Redzep. Melodin tävlade i den svenska Melodifestivalen 2008, först i den fjärde deltävlingen i Karlskrona där den gick vidare till Andra chansen. Där slog den först ut Line of Fire av E-Type och The Poodles, och därefter också Love in Stereo av Ola Svensson. Därför kvalificerade låten sig till finalen i Globen den 15 mars 2008. Väl där slutade melodin på sjunde plats. Melodin låg även på Tracks i två veckor under perioden 29 mars-5 april 2008 med placeringarna 10 respektive 14. Låten blev nummer 100 på Trackslistans årslista för 2008. Den 27 april 2008 testades melodin på Svensktoppen,  men misslyckades  och fastän låten fick ännu en chans gick den inte in .

## Singeln
Singeln "That is Where I'll Go" släpptes den 5 mars 2008. Den nådde som högst sjunde plats på den svenska singellistan.

### Låtlista
1. That is Where I'll Go
2. That is Where I'll Go (instrumental)

## Listplaceringar
| Lista (2008) | Topplacering |
| ------------ | ------------ |
| Sverige      | 23           |

### Fotnoter
1. ↑  ”Tracks hits 2008 - Melodier topp 100”. Sveriges Radio. 27 december 2008. Arkiverad från originalet den 19 februari 2009. https://web.archive.org/web/20090219170411/http://www.sr.se/p3/tracks/a08melodi.stm. Läst 27 december 2008.
2. ↑  Svensktoppen - 27 april 2008
3. ↑  Svensktoppen - 4 maj 2008
4. ↑  Svensktoppen - 11 maj 2008
5. ↑  ”That is Where I'll Go”. Svensk mediedatabas. 25 februari 2008. http://smdb.kb.se/catalog/id/002277239. Läst 13 augusti 2010.
6. ↑  Listplacering